# Yusuf Idris
Yusuf Idris 'Ali (Sharqia, Egipto, 19 de mayo de 1927 - Londres, 1 de agosto de 1991), fue un escritor egipcio de teatro, novelas y cuentos que nació en el pueblo de Birum, cerca de la ciudad de Faqous, localizada en la Gobernación Oriental o Sharqia en Egipto y murió en Londres, Inglaterra. Fue conocido sobre todo por escribir sus obras combinando el dialectal y el árabe estándar centrándose en las tradiciones populares y el folklore egipcio,

## Biografía
Yusuf Idris nació el 19 de mayo de 1927. Su padre era especialista en la recuperación de tierras, por eso vivía lejos de la ciudad y se mudaba frecuentemente, hasta el punto que le dijo a Yusuf que viviera con su abuela.
A Idris le interesó la ciencia y la química, y por ese motivo él decidió estudiar medicina en la Universidad de El Cairo. Durante sus cursos universitarios en la facultad de medicina se implicó políticamente, participando en muchas manifestaciones contra el régimen colonial británico y el Rey Faruq.
En 1951 fue Secretario Ejecutivo del Comité de Defensa de los Estudiantes. También en la universidad, publicó un cómic revolucionario que provocó su encarcelamiento y en consecuencia no pudo asistir a clase durante varios meses. Además, durante su formación universitaria escribió su primer cuento que atrajo la atención de muchos de sus compañeros.
Durante los cursos universitarios, Idris intentó compartir sus escritos hasta que sus cuentos aparecieron en los periódicos Al-Masry y en Ruz Al-Yusuf. En 1954 publicó su recopilación titulada Las noches más baratas. Y en 1956 intentó trabajar como psiquiatra, pero solo duró hasta el año 1960 cuando fue nombrado editor del periódico Al-Jumhuriya. Posteriormente, entre los años 1956-1960, viajó por todo el mundo árabe y en el año 1957 se casó con Raja’Al-Rafa’i y tuvo tres hijos: Sameh (arquitecto), Biha’ (ya fallecido) y su hija Nasma (quien también es escritora).
Viajó numerosas veces por el mundo árabe entre 1953 y 1980, y también viajó a Francia, Inglaterra, Estados Unidos, Japón, Tailandia, Singapur y países del sudeste asiático. Fue miembro del Club de cuentos, de la Asamblea de Literatura y del Club Nacional de Derecho.
En 1961 fue galardonado con la medalla de la República y fue reconocido como uno de los escritores más importantes de su época. Pero el éxito y el reconocimiento no disminuyeron su preocupación por la situación política y continuó expresando su opinión abiertamente cuando en 1969 publicó sus escritos criticando al régimen de Abdel Nasser, aunque inicialmente lo apoyase, y se prohibieron sus obras de teatro, sin embargo se seguían compartiendo en El Cairo y en Beirut. En 1972, desapareció del ámbito público después de hacer varios comentarios negativos sobre la situación política durante el periodo de Sadat y no volvió a aparecer hasta después de la Guerra del 1973 cuando se convirtió en uno de los escritores más grandes del periódico Al-Ahram.
Recibió la Orden de la República de Egipto en 1963 y 1967. También se le entregó la Medalla Naguib Mahfuz de Literatura en el año 1997 por su obra Ciudad de amor y cenizas y fue nominado numerosas veces al Premio Novel de Literatura. Está considerado, junto con Naguib Mahfuz, el gran renovador de la literatura egipcia. Falleció en Londres a la edad de 65 años a causa de un derrame cerebral.

## Obras en Español
- حادثة شرف Una cuestión de Honor (1958)
- بيت من لحم Una casa de carne (1971)
- أرخص ليالى Las noches más baratas (1954)
- البهلوان El payaso (1983)